# Jan Steinbrener
Jan Steinbrener (17. července 1835 Vimperk – 6. května 1909 Vimperk) byl rakousko-uherský podnikatel, původně knihkupec, později přední zástupce knihtisku v rakousko-uherské monarchii se sídlem ve Vimperku.

## Život

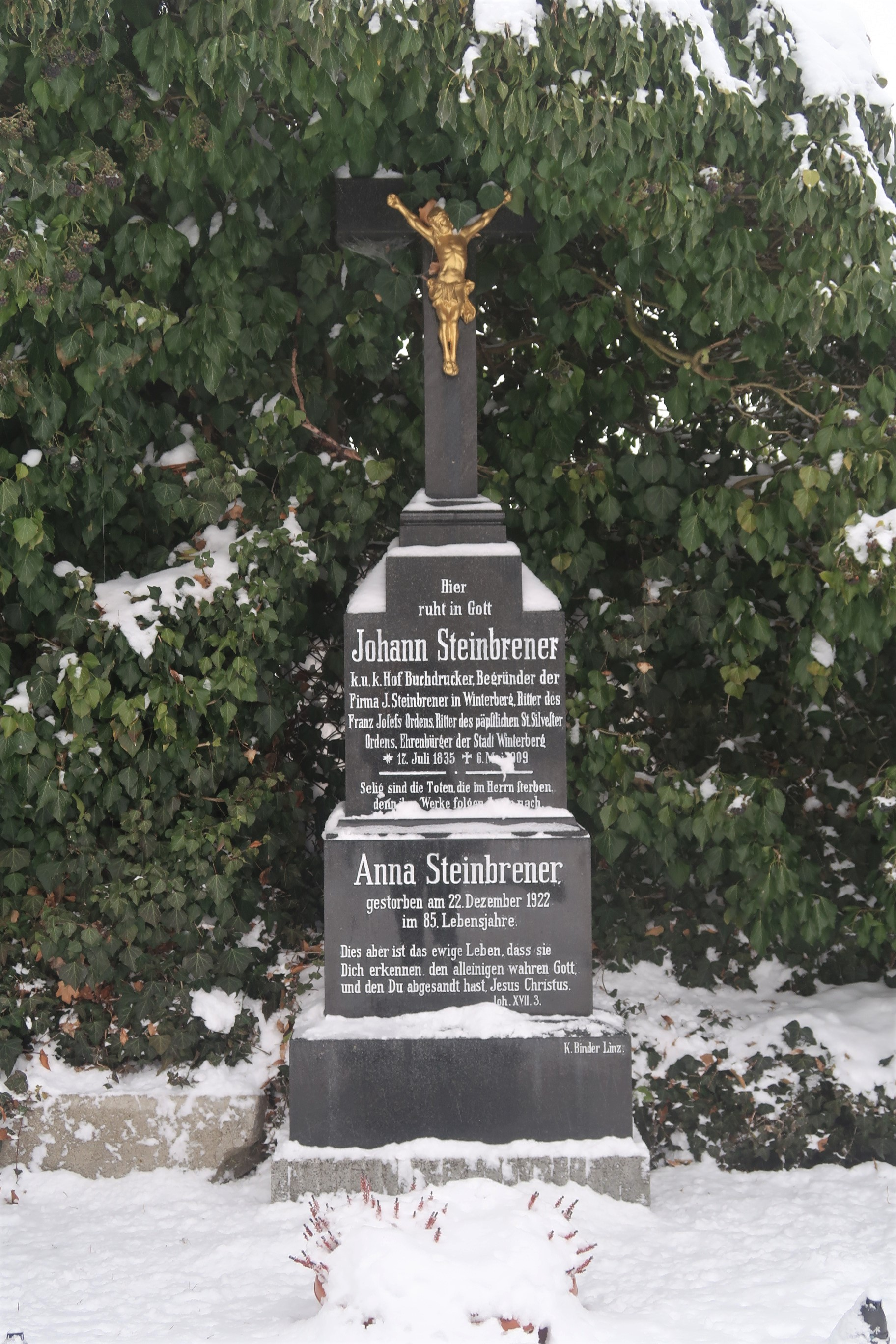
Hrobka Johanna Steinbrenera na hřbitově ve Vimperku

Pocházel ze starého selského rodu připomínaného na Vimpersku od začátku 17. století, narodil se ve Vimperku jako mladší syn vysloužilého armádního důstojníka Thomase Steinbrenera (1790–1870). Díky zájmu o knihy mu bylo umožněno vyučit se knihařem v Českém Krumlově, absolvoval také učednickou cestu po Německu a Rakousku, po návratu v roce 1855 zřídil v otcově domě ve Školní ulici knihkupectví a malou tiskárnu. V roce 1860 se oženil s Annou, rozenou Sewerinovou (1838–1922), která mu od počátků podnikání pomáhala. Po ničivém požáru v roce 1861 byli manželé nuceni začít znovu od nuly, podařilo se jim obnovit dům ve Školní ulici a v roce 1865 zaměstnávali jednoho učedníka, o dva roky později pro ně pracovali již čtyři pomocníci. Steinbrener v té době pěšky obcházel v okolí Vimperka jarmarky, kde nabízel svou produkci, první výrazný úspěch zaznamenal v roce 1873 se svými kalendáři, které vydal v nákladu 8 000 výtisků. Tehdy je nechal tisknout ve Vídni a Linzi, v roce 1873 získal řadu kontaktů na Světové výstavě ve Vídni a téhož roku otevřel vlastní tiskárnu ve Vimperku. V roce 1875 zaměstnával 40 lidí, o deset let později to bylo již 230 dělníků. Firma měla zastoupení v řadě zemí v Evropě i zámoří, obchodní zástupci museli ovládat několik cizích jazyků. Produkce kalendářů a modlitebních knih stoupala, Steinbrener rozšiřoval výrobu a ve Vimperku mu nakonec patřilo několik desítek nemovitostí. Jeho tovární provozy byly v roce 1898 plně elektrifikovány a v té době pro něj pracovalo 400 zaměstnanců. Zájem o knižní produkci nakonec učinil z Vimperka předního dodavatele v celém Rakousku-Uhersku, tiskl se tu mimo jiné i korán. Steinbrener se zařadil mezi přední osobnosti města a angažoval se mimo jiné v charitě. Produkce tištěných kalendářů dosáhla svého vrcholu v roce 1908 (již po Johannově úmrtí), kdy náklad dosáhl jednoho miliónu výtisků. 

Po jeho úmrtí v roce 1909 podnik vedli synové Johann (1863–1929) a Rupert (1866–1940), kteří jej od roku 1905 spoluvlastnili.

## Uznání
Za svého života obdržel ve Vimperku čestné občanství a jeho jméno nese Steinbrenerova ulice v centru města. Za zásluhy byl také nositelem Řádu Františka Josefa. Jihočeské muzeum uspořádalo o osobnosti vimperského rodáka ve dnech 17. dubna – 27. října 2019 výstavu nazvanou Johann Steinbrener: příběh vimperského knihtisku. Podnikatelským aktivitám Johanna Steinbrenera je věnována také část stálé expozice v muzeu na zámku Vimperk. 